# Charlotte Goltermann
Charlotte Goltermann (* 26. November 1964 in München) ist eine deutsche Film-Musikberaterin, Musikverlegerin, Managerin und Fotografin. Charlotte Goltermann arbeitet als Musikberaterin für Filme, ist Managerin der Band Element of Crime und der Crucchi Gang, sie betreibt die Musikverlage Edition Im Grünen (Sony Music Publishing) und Edition Holzfällen (Budde Music Publishing).

## Leben
Charlotte Goltermann wuchs in München auf. Sie besuchte die Bayerische Staatslehranstalt für Fotografie und machte dort im Jahre 1987 ihren Abschluss als Fotografin. Danach arbeitete sie für eineinhalb Jahre als Fotografin und Fotoassistentin in London.
Nach ihrer Rückkehr nach München arbeitete sie bei Disko B, einem Unterlabel der Plattenfirma Sub Up Records, und initiierte dort mit Dorothea Zenker und Peter Wacha das Ultraschall, einen Techno- und House-Club in München.
1991 ging sie nach Hamburg zur Plattenfirma L’Age d’Or.
1993 gründete sie Ladomat 2000 als Unterlabel von L’Age d’Or. Auf Ladomat 2000 veröffentlichte sie avantgardistische House- und Elektropunk-Musik, u. a. von Künstlern/Bands wie Milch, Netto Houz, Ego Express, Whirlpool Productions, Subtle Tease, Sensorama, Commercial Breakup, Turner, Phantom/Ghost, Forever Sweet, Eric D. Clark und Arj Snoek.
Ab 1995 arbeitete sie bei Universal Music und betreute dort die Veröffentlichung von Platten von u. a. Andreas Dorau, Portishead, Orbital, Tocotronic, U96 und Whirlpool Productions. Seit Mitte 1999 managt sie die Band Element of Crime.
Ende 2000 ging Charlotte Goltermann nach Berlin und arbeitete als A&R-Managerin für Mute Deutschland (bis 2005).
Seit 2002 arbeitet Charlotte Goltermann als Musikberaterin für Filme und Serien, u. a. von Doris Dörrie, Barbara Albert, Kurdwin Ayub, Detlev Buck, Michael Glawogger, Ulrich Seidl, Charly Hübner, Lars Jessen, David Schalko, Christian Petzold, Leander Haußmann u. v. m.
2019 initiierte sie mit Francesco Wilking und Patrick Reising das Bandprojekt Crucchi Gang, bei dem bekannte deutsche Songs ins Italienische übersetzt und dann von den Original-Sängern gesungen werden.
Charlotte Goltermann lebt in Berlin. Sie ist mit dem Musiker und Schriftsteller Sven Regener verheiratet und hat mit ihm zwei Kinder.

## Filmographie (Auswahl)
- 2003: Herr Lehmann (Regie: Leander Haußmann)
- 2005: NVA (Regie: Leander Haußmann)
- 2006: Knallhart (Regie: Detlev Buck)
- 2007: Dr. Psycho (TV) (Regie: Ralf Husmann)
- 2007: Hände weg von Mississippi (Regie: Detlev Buck)
- 2007: Warum Männer nicht zuhören und Frauen schlecht einparken (Regie: Leander Haußmann)
- 2008: Kirschblüten – Hanami (Regie: Doris Dörrie)
- 2008: Robert Zimmermann wundert sich über die Liebe (Regie: Leander Haußmann)
- 2009: Das Vaterspiel (Regie: Michael Glawogger)
- 2009: Dinosaurier (Regie: Leander Haußmann)
- 2009: Same Same But Different (Regie: Detlev Buck)
- 2009: Contact High (Regie: Michael Glawogger)
- 2009: Der Knochenmann (Regie: Wolfgang Murnberger)
- 2009: Dorfpunks (Regie: Lars Jessen)
- 2010: Die Friseuse (Regie: Doris Dörrie)
- 2010: Klimawechsel (TV) (Regie: Doris Dörrie)
- 2011: Whores’ Glory (Regie: Michael Glawogger)
- 2011: Wie man leben soll (Regie: David Schalko)
- 2012: Barbara (Regie: Christian Petzold)
- 2012: Braunschlag (TV) (Regie: David Schalko)
- 2012: Glück (Regie: Doris Dörrie)
- 2012: Die Lebenden (Regie: Barbara Albert)
- 2013: König von Deutschland (Regie: David Dietl)
- 2013: Polizeiruf 110: Kinderparadies (TV) (Regie: Leander Haußmann)
- 2013: Hai-Alarm am Müggelsee (Regie: Leander Haußmann / Sven Regener)
- 2014: Alles inklusive (Regie: Doris Dörrie)
- 2014: Die Frau mit einem Schuh (TV) (Regie: Michael Glawogger)
- 2014: Stromberg – Der Film (Regie: Ralf Husmann)
- 2014: Phoenix (Regie: Christian Petzold)
- 2016: Hotel Rock’n’Roll (Regie: Michael Ostrowski)
- 2016: Grüße aus Fukushima (Regie: Doris Dörrie)
- 2017: Das Pubertier (Regie: Leander Haußmann)
- 2017: Magical Mystery oder: Die Rückkehr des Karl Schmidt (Regie: Arne Feldhusen)
- 2017: Wilde Maus (Regie: Josef Hader)
- 2018: Transit (Regie: Christian Petzold)
- 2019: Berlin Bouncer (Regie: David Dietl)
- 2019: Kirschblüten & Dämonen (Regie: Doris Dörrie)
- 2019: Merz gegen Merz (TV) (Regie: Ralf Husmann)
- 2019: Rate Your Date (Regie: David Dietl)
- 2020: Undine (Regie: Christian Petzold)
- 2021: Nasser Hund (Regie: Damir Lukaçević)
- 2021: Die Welt wird eine andere sein (Regie: Anne Zohra Berrached)
- 2022: Funeral for a Dog (TV) (Regie: David Dietl / Barbara Albert)
- 2022: Sonne (Regie: Kurdwin Ayub)
- 2022: Rimini (Regie: Ulrich Seidl)
- 2022: Freibad (Regie: Doris Dörrie)
- 2022: Mittagsstunde (Regie: Lars Jessen)
- 2023: Roter Himmel (Regie: Christian Petzold)
- 2023: Sophia, der Tod und ich (Regie: Charly Hübner)
- 2024: Andrea lässt sich scheiden (Regie: Josef Hader)
- 2024: Mond (Regie: Kurdwin Ayub)